# Eutypa acerina
Eutypa acerina är en svampart som beskrevs av Romell. Eutypa acerina ingår i släktet Eutypa och familjen Diatrypaceae.   Inga underarter finns listade i Catalogue of Life.